# Гетапня
Гетапня (вірм. Գետափնյա) — село в марзі Арарат, у центрі Вірменії. Село розташоване у передмісті Єревана.